# Список заслуженных мастеров спорта России по спортивному ориентированию
Список заслуженных мастеров спорта России по спортивному ориентированию — список спортсменов-ориентировщиков, удостоенных почётного звания Заслуженный мастер спорта России.
Международная федерация спортивного ориентирования культивирует несколько видов — ориентирование бегом (кроссовая дисциплина), ориентирование на лыжах (лыжная дисциплина), ориентирование на велосипедах (велокроссовая дисциплина) и ориентирование по тропам.

## Положение
5. Почётное спортивное звание «Заслуженный мастер спорта России» присваивается спортсменам, занявшим в составе спортивной сборной команды Российской Федерации:

...

б) 1 место на чемпионате мира, либо кубке мира, либо чемпионате Европы, либо кубке Европы в составе спортивной сборной команды Российской Федерации и при этом набравшим сто пятьдесят или более квалификационных баллов ...
Личные соревнования, включая эстафеты по спортивным дисциплинам, не включенным в олимпийскую программу.
| Ранг соревнований                              | I место | II место | III место |
| ---------------------------------------------- | ------- | -------- | --------- |
| Чемпионат мира                                 | 75      | 50       | 35        |
| Розыгрыш Кубка мира (сумма этапов или финал)   | 50      | 35       | 25        |
| Чемпионат Европы                               | 35      | 25       | 20        |
| Розыгрыш Кубка Европы (сумма этапов или финал) | 25      | 20       | 15        |
| Чемпионат России                               | 10      | --       | --        |

## Кроссовые дисциплины
- Храмов, Андрей Михайлович (р. 17.01.1981)
- Новиков, Валентин Юрьевич (р. 01.10.1974)
- Ефимов, Роман Юрьевич (р. 07.04.1976)
- Цветков, Дмитрий Александрович (р. 10.09.1983) (год присвоения — 2010)[2]
- Миронова, Светлана Николаевна (дата присвоения -- 03.06.2015)[3]

|                                         |  | |  |                                                    |  |                   |
| Андрей Храмов — 6-кратный чемпион мира. |  | Валентин Новиков — трёхкратный чемпион мира в эстафете, чемпион Европы, многократный призёр чемпионатов мира. |  | Роман Ефимов — двукратный чемпион мира в эстафете. |  | Миронова Светлана |

## Лыжные дисциплины
- Кузьмин, Иван Николаевич (год присвоения — 1996)[4]
- Кормщиков, Владислав Борисович (р. 15.07.1967) (год присвоения — 2001)
- Хренников, Эдуард Александрович (р. 19.05.1973) (год присвоения — 2001)
- Власова, Татьяна Германовна (р. 21.05.1977) (год присвоения — 2001)
- Груздев, Андрей Викторович (р. 21.05.1977)[5] (год присвоения — 2002)
- Веселов, Кирилл Владимирович (р. 11.01.1983)[6] (год присвоения — 2007)
- Томилова, Наталья Валерьевна (р. 10.10.1977) (год присвоения — 2008)
- Шевченко, Ольга Николаевна (р. 26.05.1979)[6] (год присвоения — 2008)
- Ламов, Андрей Леонидович (р. 09.03.1986) (дата присвоения — 30.10.2009)[7]
- Барчуков, Владимир Валерьевич (р. 09.10.1984)[5] (дата присвоения — 15.12.2011)[8]
- Григорьев, Андрей Сергеевич (р. 16.05.1984)[5] (дата присвоения — 15.12.2011)[8]
- Фролова, Полина Сергеевна (р. 01.03.1986)[5](дата присвоения — 15.12.2011)[8]
- Трапезникова, Алёна Алексеевна (р.30.05.1987) (дата присвоения — 26 марта 2012)[9]
- Козлова, Татьяна Геннадьевна (р. 26.11.1986) (дата присвоения — 26 марта 2012)[9]
- Кравченко, Анастасия Александровна (р. 24.02.1986) (дата присвоения — 20 июля 2012)[10]
- Тарасенко, Юлия Вячеславовна (дата присвоения 06.10.2014)[11].

|  | |  |                                                                               |  | |  |
|  | Иван Кузьмин — первый ЗМС по спортивному ориентированию, первый россиянин чемпион мира по ориентированию. |  | Эдуард Хренников — многократный чемпион мира и Европы, обладатель кубка мира. |  | Татьяна Власова — многократная чемпионка мира по спортивному ориентированию на лыжах, обладательница Кубка мира 2007-08. |  |

## Велокроссовые дисциплины
- Грицан, Руслан Леонидович (р. 30.04.1978)
- Корчагин, Виктор Станиславович (р. 07.08.1967)
- Черных, Ксения Леонидовна (р. 27.08.1971)
- Микрюкова, Надия Викторовна (р. 20.10.1972) (дата присвоения — 20.07.2009)[12]
- Журкин, Максим Владимирович (р. 10.11.1971)[6] (дата  присвоения — 09.02.2010)[13]
- Фолифоров, Антон Сергеевич (р. 03.01.1987)[6] (дата присвоения — 09.02.2010)[13]
- Глухов, Валерий Игоревич (дата присвоения --  06.10.2014)[14]

|  |                 |  |                 |  |               |  |
|  | Виктор Корчагин |  | Антон Фолифоров |  | Ксения Черных |  |